# Jacques Schols
Jacques Schols (Delft, 21 juni 1935 - Epe, 30 december 2016) was een Nederlandse jazzbassist. 
Hij was zoon van Alida Petronella Schiferli en David Schols.
Hij begon echter op de viool, maar schakelde gaandeweg in over de contrabas. Hij volgde een klassieke opleiding van het Haags Conservatorium. Hij kwam te spelen bij Peter Schilperoort en Wally Bishop. Hij speelde in de jaren vijftig in de hardbopgroep van Cees Slinger, Diamond Five. In de jaren 1957-1958 speelde Schols bij het Zaans Rhythm Quartet met Han Bennink. In de jaren zestig tot 1967 speelde hij met het kwartet van Misha Mengelberg. Met deze groep nam saxofonist Eric Dolphy een van zijn laatste platen op. Daarna speelde Schols vaak met drummer John Engels in een ritmesectie. Beiden speelden in het trio van Louis van Dijk. Verder speelde Schols onder meer met Piet Noordijk, Frank Giebels en Ted Brown.
Sinds 1997 was Schols de leider van The Ramblers, volgens het Guinness Book of Records het oudste nog spelende dansorkest ter wereld. Vanaf 2011 speelde Jacques in het Bourgondisch Combo samen met Cees Hamelink en Tamara Hoekwater. Op 3 oktober 2014 lanceerden ze hun Nederlandstalige jazz-CD Ik zei Ja in de Academische Club van de UvA waar ze ook de huisband zijn. In juli 2016 speelde hij nog op het North Sea Jazz Festival. Eind 2016 overleed hij op 81-jarige leeftijd.
- Bibliothèque nationale de France: cb13948994j (data)
- Gemeinsame Normdatei: 134845080
- International Standard Name Identifier: 0000 0000 5518 5138
- Library of Congress Control Number: no92033201
- MusicBrainz: 3712b635-8551-45db-b02d-180ad213867a
- Nederlandse Thesaurus van Auteursnamen: 073947881
- Virtual International Authority File: 56801690
- WorldCat: E39PBJvd3xC3KCjkhWQ9634KBP